# Calmania
Calmania is een geslacht van kreeftachtigen uit de klasse van de Malacostraca (hogere kreeftachtigen).

## Soorten
- Calmania balssi (Sakai, 1935)
- Calmania dahli (Balss, 1933)
- Calmania prima Laurie, 1906
- Calmania sculptimana (Tesch, 1918)
- Calmania simodaensis Sakai, 1939